# Kathedrale von Arras

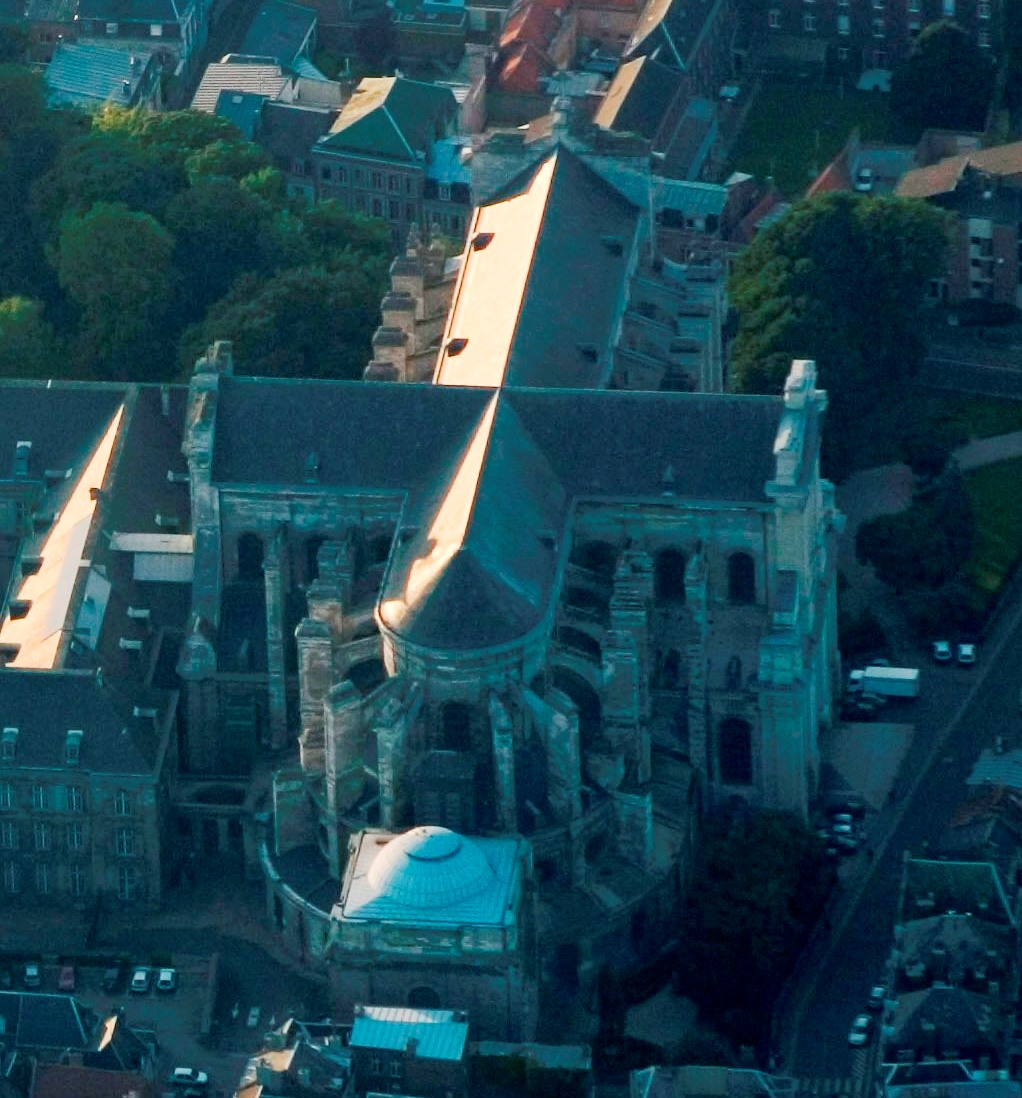
Die Kathedrale von Arras, Luftaufnahme von Osten

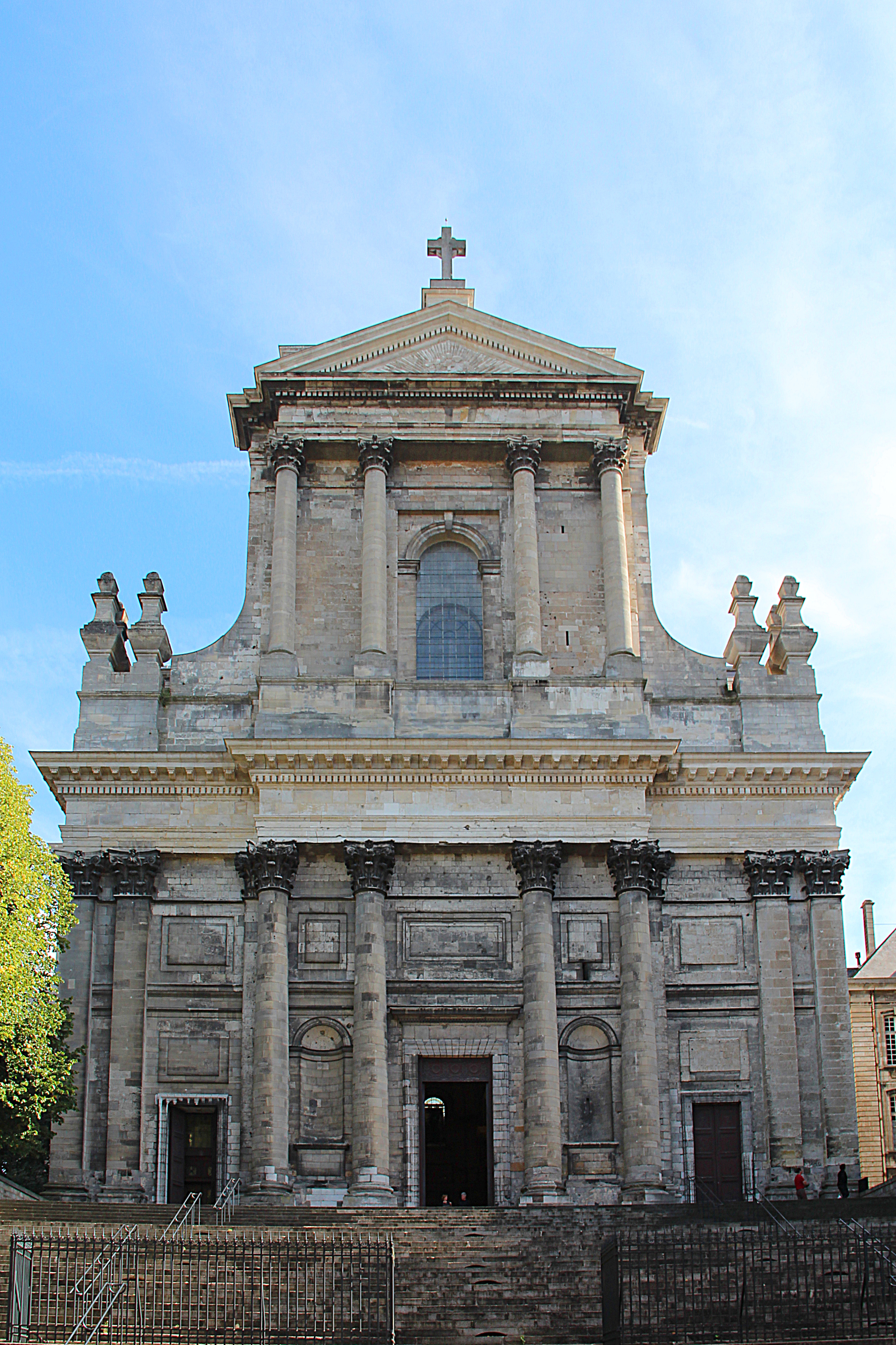
Westfassade

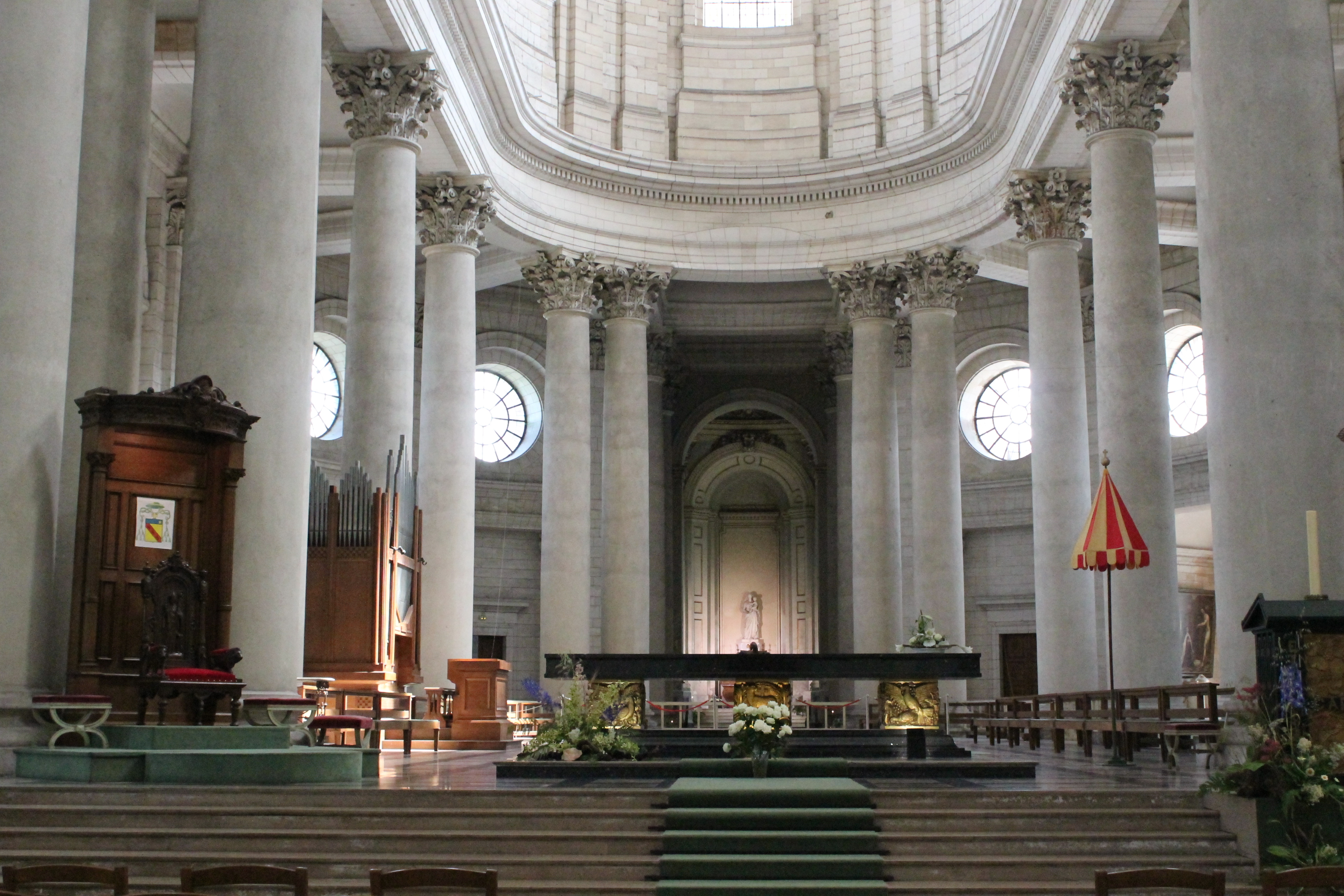
Blick aus der Vierung in den Chor

Die Kathedrale von Arras (Cathédrale Notre-Dame-et-Saint-Vaast d’Arras) in der nordfranzösischen Stadt Arras im Département Pas-de-Calais ist seit 1801 Bischofskirche des römisch-katholischen Bistums Arras. Erbaut wurde sie im letzten Viertel des 18. Jahrhunderts auf gotischen Grundmauern als Abteikirche der Abtei Saint-Vaast, mit deren ausgedehnten Konventsgebäuden – heute Museum – sie ein eindrucksvolles Ensemble bildet.

## Geschichte
Zu Beginn des 18. Jahrhunderts waren die mittelalterlichen Klostergebäude von Saint-Vaast so baufällig – und die finanzielle Situation der Abtei so günstig –, dass ein vollständiger Neubau in Angriff genommen wurde. Um die Mitte des Jahrhunderts entstanden die schlossartigen Konventsgebäude mit zwei Längs- und drei Querflügeln nach Plänen von Jean-François Labbé, dem Architekten Ludwigs XV.
1778 begann der Neubau der Abteikirche, die Pierre Contant d’Ivry entwarf. Im Verlauf der Revolution wurde jedoch die Benediktinerabtei aufgelöst und die Kirche blieb unvollendet. Da in den Revolutionswirren die historische Kathedrale von Arras zerstört worden war, stellte Napoleon in Ausführung des Konkordats von 1801 dem neuumschriebenen Bistum Arras die Abteikirche von Saint-Vaast als neue Kathedrale zur Verfügung. Hugues de La Tour d’Auvergne-Lauraguais, Bischof von Arras 1802–1851, ließ sie vollenden und weihte sie auf den Titel Mariä Himmelfahrt (Notre-Dame de l’Assomption).
Im Ersten Weltkrieg wurde mit der Altstadt von Arras auch die Kathedrale zu drei Vierteln zerstört. Der Wiederaufbau begann 1920 und wurde mit der feierlichen Neuweihe am 13. Mai 1934 abgeschlossen. Im Mai 1944 erhielt die Kathedrale erneut Schäden durch einen Bombentreffer.

## Architektur

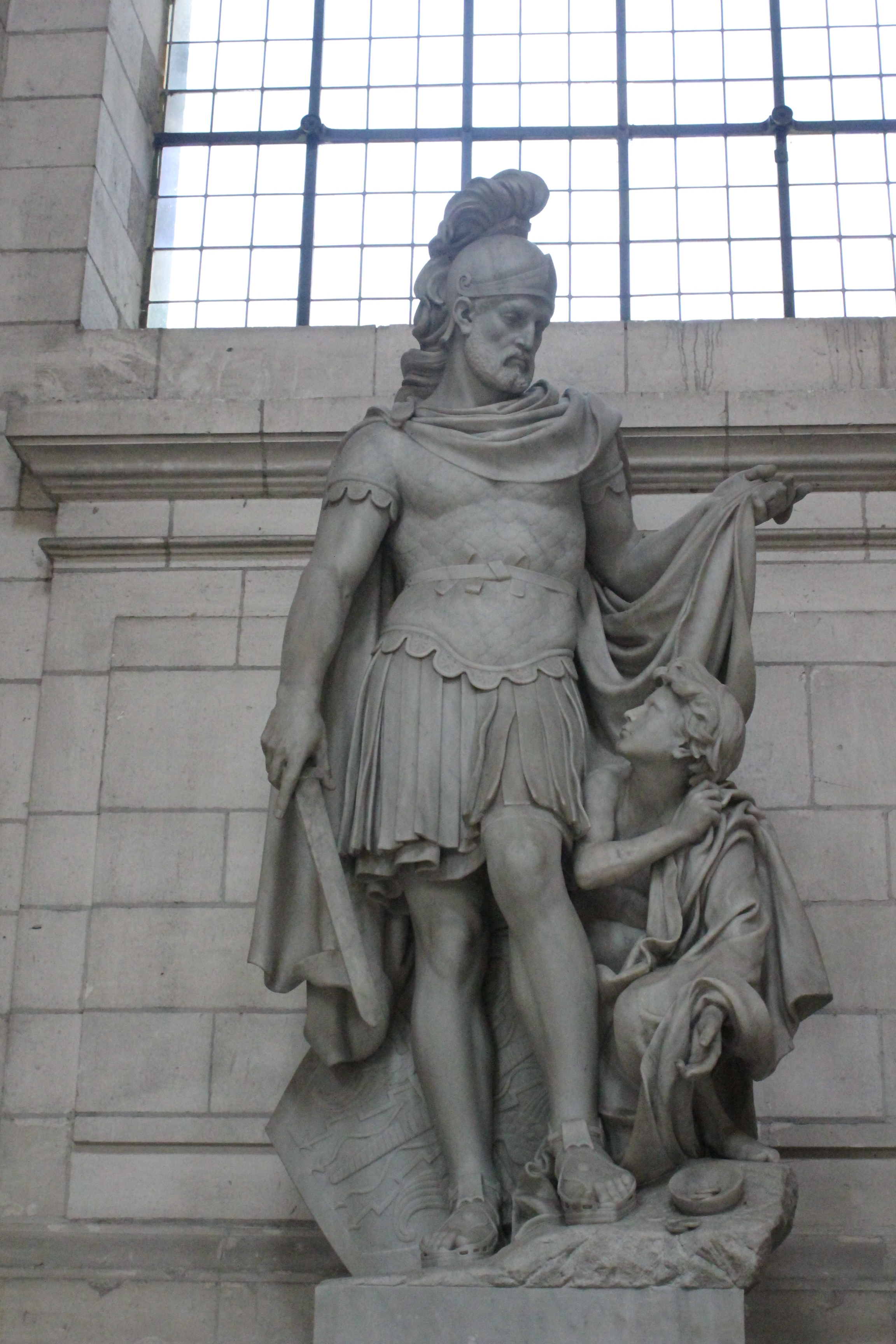
Sankt Martin und der Bettler

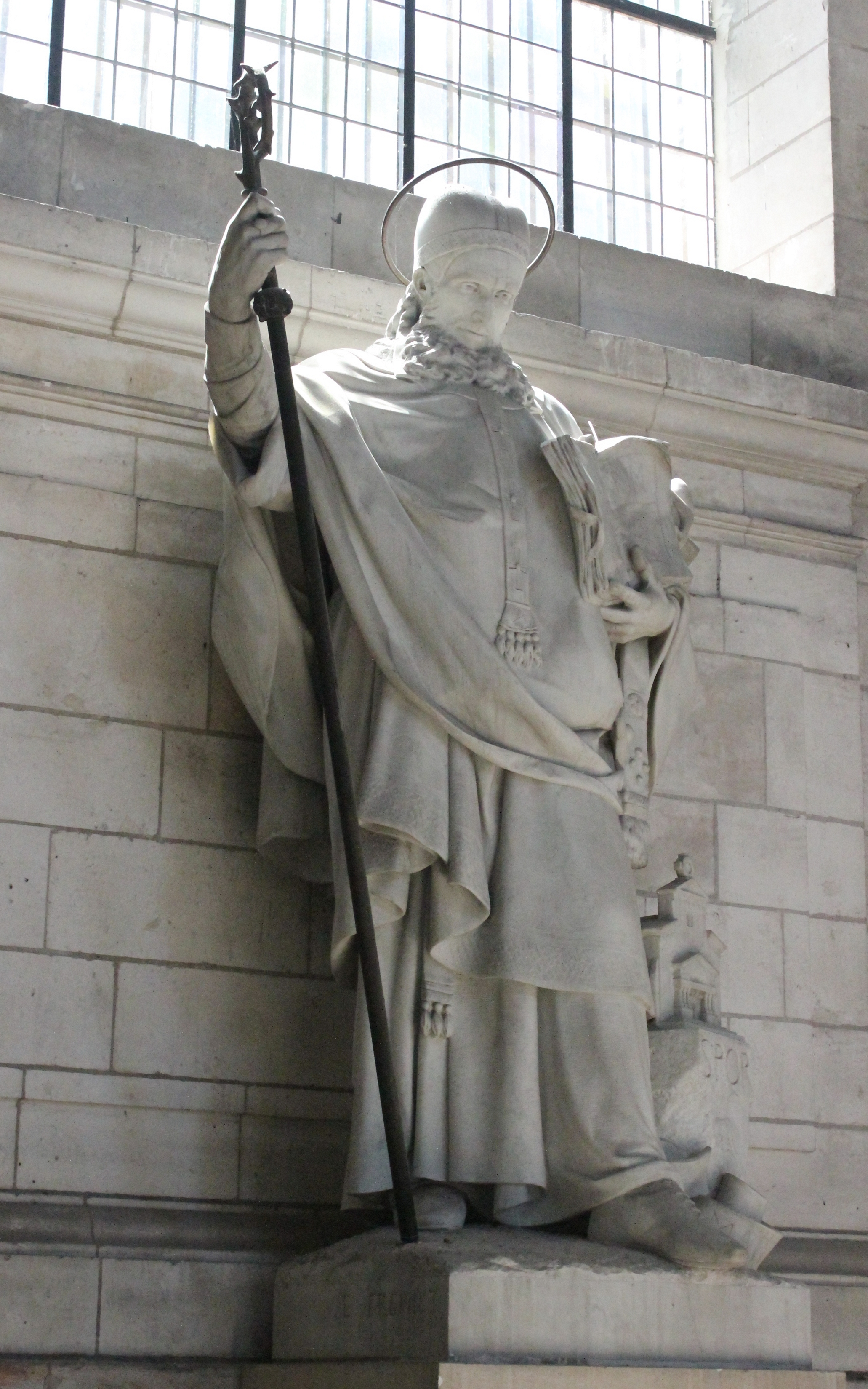
Gregor von Tours

Die Kathedrale des 18. Jahrhunderts entstand auf den Grundmauern ihrer gotischen Vorgängerin und zeigt deren Proportionen. Sie ist eine dreischiffige Basilika auf Kreuzgrundriss mit Umgangschor. Sogar das Strebewerk wurde erneuert. Die Wandformen und besonders die Fassaden sind jedoch spätbarock-klassizistisch.
Vollständig nach dem Antikenideal des Klassizismus, mit der Durchsichtigkeit und Klarheit einer griechischen Tempelarchitektur, ist der Innenraum gestaltet. Die Raumwirkung wird unterstrichen durch eine zurückhaltende, aber qualitätvolle Ausstattung, die überwiegend aus der zweiten Hälfte des 18. und der ersten des 19. Jahrhunderts stammt, aber auch barocke und moderne Teile umfasst.

## Ausstattung
Nach der Wiederherstellung der kriegszerstörten Kathedrale 1934 wurden acht überlebensgroße Heiligenstatuen an den beiden Seitenschiffwänden aufgestellt, die um 1875 für das Panthéon in Paris geschaffen und im Zuge von dessen endgültiger Profanierung daraus entfernt worden waren.
Es sind (von Westen nach Osten):
- im südlichen Seitenschiff
  - Johannes von Matha von Ernest-Eugène Hiolle
  - Bernhard von Clairvaux von François Jouffroy
  - Remigius von Reims von Pierre-Jules Cavelier
  - Gregor von Tours von Emmanuel Frémiet
- im nördlichen Seitenschiff
  - Eligius von Noyon von Antonin Mercier
  - Dionysius von Paris von Jean-Joseph Perraud
  - Martin von Tours, begonnen von Paul Cabet, vollendet von Just Becquet
  - Germanus von Auxerre mit der jungen Genoveva von Henri Chapu

### Orgel
Bis 2009 befand sich auf der Westempore eine große Orgel, die 1964 von dem Orgelbauer André Roethinger erbaut worden war. Das Instrument hatte 74 Register (113 Pfeifenreihen) auf vier Manualwerken und Pedal. Die Spiel- und Registertrakturen waren elektrisch.
| Positif C–c4 |        |
| Montre       | 8′     |
| Bourdon      | 8′     |
| Flûte creuse | 8′     |
| Salicional   | 8′     |
| Prestant     | 4′     |
| Flûte douce  | 4′     |
| Nazard       | 2 ⁄3′  |
| Quarte       | 2′     |
| Tierce       | 1 3⁄5′ |
| Plein-Jeu IV |        |
| Cymbale IV   |        |
| Trompette    | 8′     |
| Cromorne     | 8′     |
| Clairon      | 4′     |

| II Grand Orgue C–c4 |        |
| Montre              | 16′    |
| Bourdon             | 16′    |
| Montre              | 8′     |
| Bourdon             | 8′     |
| Flûte harmonique    | 8′     |
| Prestant            | 4′     |
| Grosse Tierce       | 3 1⁄5′ |
| Nazard              | 2 ⁄3′  |
| Doublette           | 2′     |
| Quarte              | 2′     |
| Tierce              | 1 3⁄5′ |
| Plein-Jeu IV-VI     |        |
| Cymbale IV          |        |
| Bombarde            | 16′    |
| Trompette           | 8′     |
| Clairon             | 4′     |

| III Récit C–c4    |     |
| Quintaton         | 16′ |
| Diapason          | 8′  |
| Flûte traversière | 8′  |
| Gambe             | 8′  |
| Voix céleste      | 8′  |
| Prestant          | 4′  |
| Flûte triangle    | 4′  |
| Doublette         | 2′  |
| Plein-Jeu IV      |     |
| Cymbale IV        |     |
| Cornet V          |     |
| Bombarde          | 16′ |
| Trompette         | 8′  |
| Basson-Hautbois   | 8′  |
| Voix humaine      | 8′  |
| Clairon           | 4′  |

| IV Solo C–c4    |     |
| Bourdon         | 16′ |
| Grand Principal | 8′  |
| Quintaton       | 8′  |
| Prestant        | 4′  |
| Doublette       | 2′  |
| Plein-Jeu IV    |     |
| Cornet III-V    |     |
| Bombarde        | 16′ |
| Trompette       | 8′  |
| Clairon         | 4′  |

| Pédale C–g1          |         |
| Principal            | 32′     |
| Principal            | 16′     |
| Grosse Flûte         | 16′     |
| Soubasse             | 16′     |
| Grosse Quinte        | 10 2⁄3′ |
| Principal            | 8′      |
| Flûte                | 8′      |
| Bourdon              | 8′      |
| Principal            | 4′      |
| Grosse Flûte         | 4′      |
| Doublette            | 2′      |
| Grosse Fourniture VI |         |
| Sesquialtera II      |         |
| Bombarde             | 32′     |
| Bombarde             | 16′     |
| Basson               | 16′     |
| Trompette            | 8′      |
| Clairon              | 4′      |